# 사쿠마 쓰토무
사쿠마 쓰토무(佐久間勉, 1879년 9월 13일 ~ 1910년 4월 15일)는 일본 제국의 해군군인이다. 최종 계급은 해군 대위.

## 생애
후쿠이현 와카사정의 신사의 신관 집안 출신인 사쿠마는 1901년에 해군병학교를 29기로 졸업했다.
졸업 후 일본 제국 해군에 임관한 사쿠마는 러일전쟁에서는 순양함인 아즈마, 가사기 등에 배속되어 쓰시마 해전에 참여하였다.

## 순직
1906년에는 대위로써 제4잠수정의 정장이 되었으며, 1908년에는 일본이 자체 건조한 최초의 잠수함인 제6잠수정의 정장이 되었다.

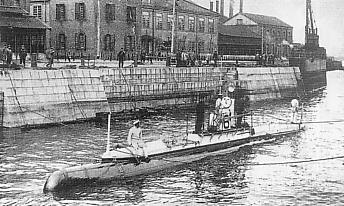
사쿠마가 지휘했던 제6잠수정

제6잠수정은 일본 최초의 국산 잠수함으로 기술 개발 및 연구를 목적으로 각종 훈련과 실험을 반복했는데, 1910년 4월15일에도 잠항실험을 위해 오전 10시에 이와쿠니를 떠나 히로시마만으로 향했다. 당시 실험은 굴뚝 부분만을 수면 위로 내놓고 항해하는 것이었는데, 10시 45분 경에 알 수 없는 원인으로 잠수함이 굴뚝 길이보다 더 깊게 잠수하여 열려 있던 굴뚝을 통해 침수가 되기 시작했다. 굴뚝을 막는 장치를 작동시켜 침수를 막으려 했으나 해당 기기가 고장으로 인하여 이를 직접 인력으로 폐쇄해야 했고, 그 사이에 잠수함은 수면하 17m의 해저에 가라앉았다. 잠수함은 내부로 들어온 물로 침수되어 다시 떠오르지 못했고, 다음날인 16일이 되어서 인양되었으나 사쿠마를 비롯한 승무원 14명은 모두 사망한 채로 발견되었다.

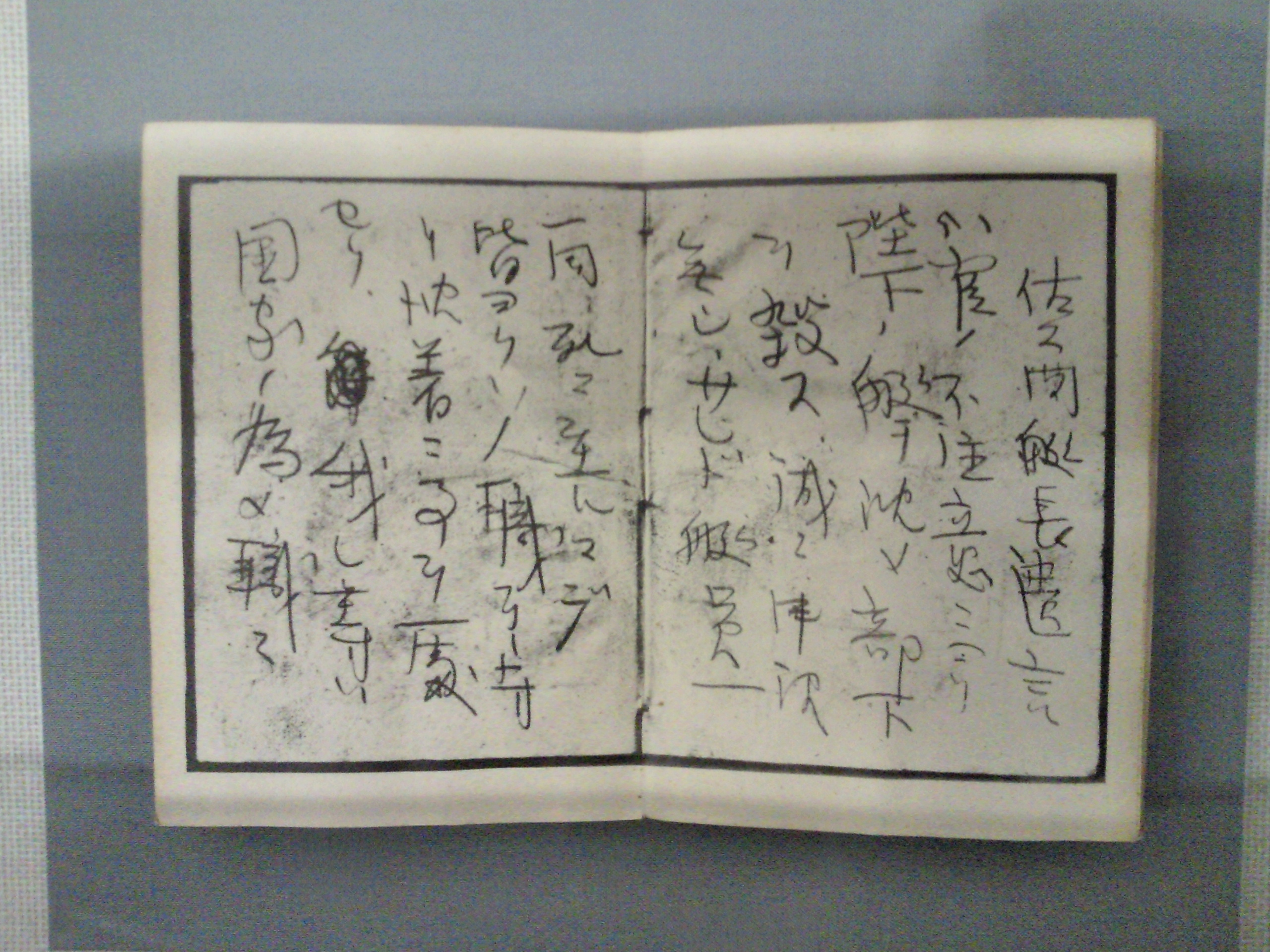
사쿠마가 남긴 기록 중 유언 부분

사쿠마는 유입된 물과 발생하는 유독 가스 등으로 의식이 혼미해지는 가운데에서도 선내의 상황 등을 구체적으로 기록해 남겨 큰 주목을 받았다. 사고가 발생한 10시 45분에 시작된 그의 기록은 12시 40분까지 이어진다.